# Grijze klauwierkraai
De grijze klauwierkraai (Strepera versicolor) is een endemische vogelsoort in Australië uit de familie Artamidae (spitsvogels).

## Kenmerken
De grijze klauwierkraai is 45 tot 50 cm lang. Het verenkleed van deze vogel is donkergrijs tot bijna zwart (op Tasmanië). De vleugels en de staart vertonen witte vlekken. De ogen zijn geel.

## Verspreiding en leefgebied
De grijze klauwierkraai komt voor in het zuiden van Australië. Er worden zes ondersoorten onderscheiden:
- S. v. versicolor (Oost- tot Zuidoost-Australië)
- S. v. arguta (Tasmanië)
- S. v. melanoptera (Midden- tot Zuidoost-Australië)
- S. v. halmaturina (Kangaroo Island)
- S. v. intermedia (Midden en Zuid-Australië)
- S. v. plumbea (Zuidwest-Australië)

Het leefgebied is meestal bos, maar ook gebieden met struikgewas, heide, bomen langs wegen, beweid gebied met bomen en boomgaarden. Buiten de broedtijd vormen de vogels groepen (niet alle ondersoorten doen dat) die soms in fruitteeltgebieden een plaag vormen.

## Status
De grijze klauwierkraai heeft een groot verspreidingsgebied en daardoor alleen al is de kans op de status kwetsbaar (voor uitsterven) gering. De grootte van de populatie, maar de soort is algemeen in geschikt leefgebied en in de drogere delen van het verspreidingsgebied veel schaarser. Daarom staat deze klauwierkraai als niet bedreigd op de Rode Lijst van de IUCN.

## Foto's

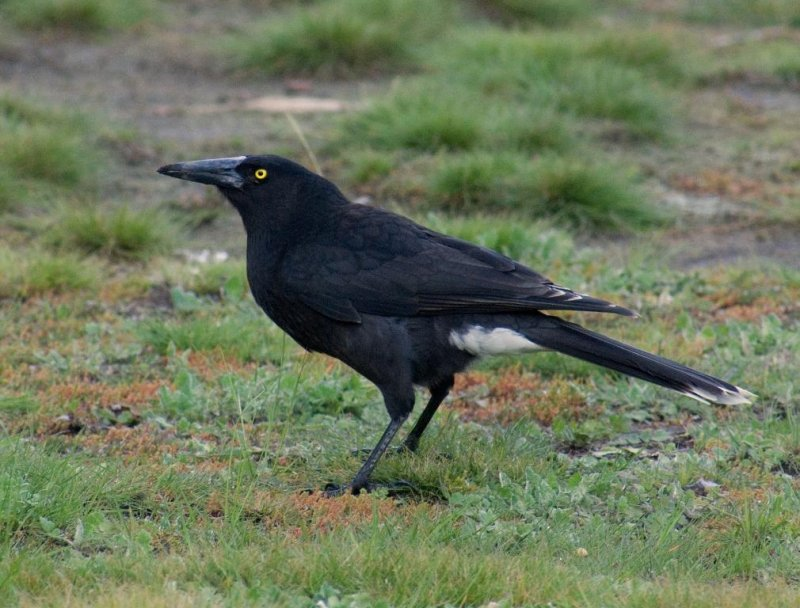
Tasmaanse ondersoort (S. v. arguta)
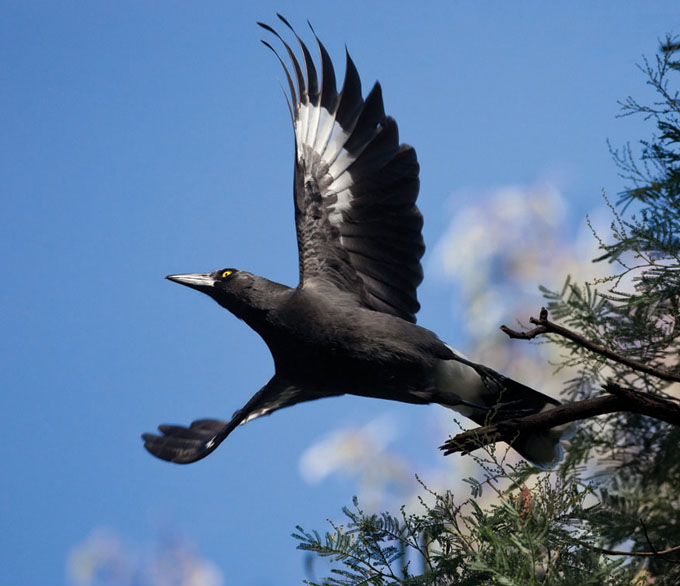
Grijze klauwierkraai (S. v. versicolor) in vlucht in buitenwijk van Melbourne